# 잉크하트
《잉크하트: 어둠의 부활》(영어: Inkheart)은 영국에서 제작된 2008년 판타지 모험 영화로, 이언 소프틀리가 연출, 제작을 맡았다. 브렌던 프레이저 등이 출연하였다.

## 출연진
- 브렌던 프레이저
- 폴 베터니
- 헬렌 미렌
- 짐 브로드벤트
- 앤디 서키스
- 시에나 길러리
- 일라이자 호프 베넷
- 래피 게이브런
- 레슬리 샤프
- 제이미 포먼
- 맷 킹
- 스티브 스피어스
- 스티븐 그레이엄
- 존 톰슨
- 제니퍼 코널리

## 기타 제작진
- 총괄 제작: 아일린 마이젤
- 배역: 대니얼 허버드, 존 허버드
- 미술: 존 비어드
- 의상: 베리티 호크스